# Eirik Kvalfoss
Eirik Kvalfoss (Voss, 25 de diciembre de 1959) es un deportista noruego que compitió en biatlón.
Participó en los Juegos Olímpicos de Sarajevo 1984, obteniendo en total tres medallas: oro en velocidad, plata en relevos y bronce en la prueba individual. Ganó 13 medallas en el Campeonato Mundial de Biatlón entre los años 1982 y 1991.

## Palmarés internacional
| Juegos Olímpicos   | Juegos Olímpicos      | Juegos Olímpicos  | Juegos Olímpicos |
| Año                | Lugar                 | Medalla           | Prueba           |
| ------------------ | --------------------- | ----------------- | ---------------- |
| 1984               | Sarajevo (Yugoslavia) | Medalla de oro    | Velocidad        |
| 1984               | Sarajevo (Yugoslavia) | Medalla de plata  | Relevos          |
| 1984               | Sarajevo (Yugoslavia) | Medalla de bronce | Individual       |
| Campeonato Mundial |                       |                   |                  |
| Año                | Lugar                 | Medalla           | Prueba           |
| 1982               | Minsk (URSS)          | Medalla de oro    | Velocidad        |
| 1982               | Minsk (URSS)          | Medalla de plata  | Individual       |
| 1982               | Minsk (URSS)          | Medalla de plata  | Relevos          |
| 1983               | Antholz (Italia)      | Medalla de oro    | Velocidad        |
| 1983               | Antholz (Italia)      | Medalla de bronce | Relevos          |
| 1985               | Ruhpolding (RFA)      | Medalla de plata  | Velocidad        |
| 1989               | Feistritz (Austria)   | Medalla de oro    | Individual       |
| 1989               | Feistritz (Austria)   | Medalla de plata  | Velocidad        |
| 1989               | Feistritz (Austria)   | Medalla de bronce | Relevos          |
| 1990               | Oslo (Noruega)        | Medalla de plata  | Velocidad        |
| 1991               | Lahti (Finlandia)     | Medalla de bronce | Velocidad        |
| 1991               | Lahti (Finlandia)     | Medalla de bronce | Individual       |
| 1991               | Lahti (Finlandia)     | Medalla de bronce | Relevos          |